# Pierre Desloges
Pierre Desloges (Francia, 1747 - 1792) es considerado el primer Sordo en haber publicado un libro. 
Se trata de Observations d’un sourd et muet sur Cours élémentaire d’éducation des sourds et muets, publié en 1779 par M. l’abbé Deschamps (Observaciones de un sordo-mudo al libro « Curso elemental para la educación de los sordomudos », publicado en 1779 por el Sr. Abad Deschamps), una obra menuda dedicada a contestar otra publicación de la época, debida al Abad Deschamps, que ponía en duda la utilidad de la lengua de señas para educar a los sordos. 

## Biografía
Pierre Desloges nació en Le Grand Pressigny, Francia, en 1747. A los siete años quedó sordo, a consecuencia de la viruela. 
Desloges declara haber tenido algún conocimiento del francés escrito antes de quedar sordo. Esto hace pensar que pertenecía a una familia relativamente acomodada, pues la educación era entonces un privilegio reservado a quien podía pagarlo, y Desloges aprendió a leer ya muy niño. Aunque después de su enfermedad no siguió en la escuela, debió haber continuado por su cuenta el aprendizaje del francés escrito. Más adelante se formó en el oficio de tapicero y encuadernador, que aprendió y ejerció en París cuando se mudó a esa ciudad, a los 21 años. Cuando tenía 27 años conoció a un Sordo italiano, que le enseñó la lengua de señas. A partir de entonces, Desloges se integró a la comunidad Sorda parisina, y se interesó mucho en la utilización de la lengua de señas como medio de enseñanza. Algunos años antes (en 1760), había fundado en París su escuela para Sordos el Abad Michel de l´Epée, y los éxitos logrados en la educación de sus primeros alumnos, a través del uso de la lengua de señas, había despertado el interés general por la educación de los Sordos.
Sabemos por el libro que la viruela había deformado severamente a Desloges, quien perdió todos los dientes y la habilidad de controlar los movimientos de la boca, con lo que perdió también el habla. Su comunicación con el mundo, tras la enfermedad, se reducía a escribir y pronunciar lo que podía. Dice Desloges:
Al comienzo de mi desgracia, y por el largo tiempo en el que viví alejado de otros Sordos, mis únicos recursos de expresión eran escribir o mi pobre pronunciación. Por mucho tiempo ignoré que existiera la lengua de señas. Solamente me valía de algunas señas aisladas e inconexas. No conocía el arte de combinarlas para formar imágenes con las que se pueden representar varias ideas, y transmitirlas a sus pares, y conversar en un discurso lógico.
El conocer la lengua de señas se convirtió para Desloges en la posibilidad de tener una vida social, pues con ella podía comunicarse sin limitaciones. A partir de allí Desloges conoció los métodos de trabajo usados por de l´Epée en su escuela. Los niños sordos, pudo observar Desloges, aprendían sin dificultad y con gran provecho cuando se les instruía a través de la lengua de señas.
Se sabe que Desloges también escribió algunos otros libros de contenido político, que tuvieron una buena acogida entre el público, en los años de la Revolución francesa (tras 1789). No se conocen el lugar ni la fecha de su muerte, aunque se presume que no debió haber fallecido antes de 1792, la fecha de publicación de su último libro.